# Высокоуглеродистая сталь
Высокоуглеродистая сталь — сталь с содержанием углерода свыше 0,6 % (до 2 %).

## Назначение и изготовление
Их основное назначение — это получение канатной проволоки.
При изготовлении применяют патентирование, быстро охлаждают до получения мелкозернистой структуры Ф+П (феррит + перлит) и тут же подвергают холодной деформации — волочению. Сочетание ультрамелкой структуры и наклёпа позволяет получить в проволоке механическое напряжение {\displaystyle \sigma _{B}} = 3000 — 5000 МПа. Из-за малой вязкости конструкционные детали из этой стали не делают.
Для изготовления подшипников используют легированные хромом (от 0,35 до 1,70 % (масс.) Cr) стали марок ШХ4, ШХ15, ШХ15СГ, ШХ20СГ, содержащие 0,95-1,05 % (масс.) углерода (ГОСТ 801-78. Сталь подшипниковая. Технические условия). Из высокоуглеродистой стали изготавливают стальную дробь ДСЛ (литая), ДСК (колотая) и ДСР (рубленая) для дробеструйной обработки поверхностей — абразивной очистки или упрочнения (ГОСТ 11964-81. Дробь чугунная и стальная техническая. Общие технические условия). Для изготовления пружин применяют проволоку из сталей КТ-2 (0,86-0,91 % (масс.) C) и 3К-7 (0,68-0,76 % (масс.) C).
К высокоуглеродистым сталям относятся, в частности:
- Штамповые стали — 0,6-1,0 % углерода;
- некоторые виды пружинных сталей;
- Инструментальные стали, в свою очередь включающие быстрорежущие стали.

## Сварка
Стали, содержащие свыше 0,6 % углерода, свариваются значительно хуже, чем среднеуглеродистые, в которых углерода содержится от 0,25 до 0,6 %.
Высокоуглеродистые стали очень склонны к закалке и образованию трещин в переходной зоне и зоне термического влияния. Поэтому при их газосварке применяется наконечник с меньшей тепловой мощностью, равной 75 л/час на 1 мм толщины металла.
Пламя должно быть восстановительным или с небольшим избытком ацетилена. При окислительном пламени происходит усиленное выгорание углерода и шов получается пористым. Предупреждение появления закаленных зон и трещин осуществляется предварительным и сопутствующим подогревом до 200—250°.
Присадочным материалом служит проволока Св-15, содержащая углерода от 0,11 до 0,18 %, или Св-15Г по ГОСТ 2246—54.
Предпочитается левый способ сварки.
После сварки необходима нормализация.
Получить наплавленный металл с высокими механическими свойствами при сварке этих сталей можно также, применяя присадочную проволоку с нормальным содержанием углерода, но легированную хромом (0,5 — 1 %), никелем (2 — 4 %) и марганцем (0,5 — 0,8 %). При сварке металла толщиной менее 3 мм предварительный подогрев не производится.